# Ramphotyphlops
Ramphotyphlops este un gen de șerpi din familia Typhlopidae.

## Specii[1]
- Ramphotyphlops acuticauda
- Ramphotyphlops affinis
- Ramphotyphlops albiceps
- Ramphotyphlops angusticeps
- Ramphotyphlops aspina
- Ramphotyphlops australis
- Ramphotyphlops batillus
- Ramphotyphlops bicolor
- Ramphotyphlops bituberculatus
- Ramphotyphlops braminus
- Ramphotyphlops broomi
- Ramphotyphlops centralis
- Ramphotyphlops chamodracaena
- Ramphotyphlops cumingii
- Ramphotyphlops depressus
- Ramphotyphlops diversus
- Ramphotyphlops endoterus
- Ramphotyphlops erycinus
- Ramphotyphlops exocoeti
- Ramphotyphlops flaviventer
- Ramphotyphlops ganei
- Ramphotyphlops grypus
- Ramphotyphlops guentheri
- Ramphotyphlops hamatus
- Ramphotyphlops howi
- Ramphotyphlops kimberleyensis
- Ramphotyphlops leptosoma
- Ramphotyphlops leucoproctus
- Ramphotyphlops ligatus
- Ramphotyphlops lineatus
- Ramphotyphlops longissimus
- Ramphotyphlops lorenzi
- Ramphotyphlops mansuetus
- Ramphotyphlops margaretae
- Ramphotyphlops melanocephalus
- Ramphotyphlops micromma
- Ramphotyphlops minimus
- Ramphotyphlops multilineatus
- Ramphotyphlops nema
- Ramphotyphlops nigrescens
- Ramphotyphlops nigroterminatus
- Ramphotyphlops olivaceus
- Ramphotyphlops pilbarensis
- Ramphotyphlops pinguis
- Ramphotyphlops polygrammicus
- Ramphotyphlops proximus
- Ramphotyphlops robertsi
- Ramphotyphlops silvia
- Ramphotyphlops similis
- Ramphotyphlops splendidus
- Ramphotyphlops suluensis
- Ramphotyphlops supranasalis
- Ramphotyphlops tovelli
- Ramphotyphlops troglodytes
- Ramphotyphlops unguirostris
- Ramphotyphlops waitii
- Ramphotyphlops wiedii
- Ramphotyphlops willeyi
- Ramphotyphlops yampiensis
- Ramphotyphlops yirrikalae